# Carlos Zurita Delgado
Carlos Zurita Delgado (Antequera, 9 d'octubre de 1943) és l'espòs de la infanta Margarida de Borbó, duquessa de Sòria i II duquessa d'Hernani, germana menor del rei Joan Carles I, filla de Joan de Borbó, comte de Barcelona i de Maria de la Mercè de Borbó-Dues Sicílies, princesa de les Dues-Sicílies. Per tant, és duc consort de Sòria i duc consort d'Hernani. Carlos Zurita i Delgado, com a duc consort de Sòria i d'Hernani, posseeix el tractament d'excel·lentíssim senyor.

## Biografia
Carlos Zurita Delgado és fill de Carlos Zurita González (mort a Madrid, el 7 de febrer de 1998) i de la seva esposa María del Carmen Delgado Fernández (morta a Madrid, l'11 de març de 2010). Va néixer a Antequera, Màlaga, Espanya. Va ser batejat a Cabra, Còrdova, la ciutat natal de la seva mare.
El duc de Sòria és metge, actualment jubilat, com ho va ser el seu pare, i és especialista en l'aparell respiratori i circulatori. Llicenciat en Medicina per la Universitat de Sevilla, va rebre el Premi Extraordinari de Llicenciatura en posseir el millor expedient acadèmic de la seva promoció. Es va doctorar en el Col·legi de Sant Climent dels Espanyols a Bolonya obtenint el Premi Extraordinari del Doctorat. El 1971, Carlos Zurita va obtenir per oposició el lloc de professor-cap de servei de l'Escola Nacional de Malalties del Tòrax.
Va contreure matrimoni amb la infanta Margarida a l'església de sant Antoni d'Estoril, Portugal, el 12 d'octubre de 1972. El matrimoni ha tingut un fill i una filla:
- Alfonso Juan Carlos Zurita i Borbó (nascut a Madrid el 9 d'agost de 1973), Gran d'Espanya, solter i sense descendència.
- Maria Sofia Emilia Carmen Zurita i Borbó (nascuda a Madrid el 16 de setembre de 1975), Gran d'Espanya, soltera, mare d'un fill per inseminació artificial, Carlos, nascut el 28 d'abril de 2018 a Madrid. El seu padrí va ser el seu besoncle, el rei emèrit, Joan Carles de Borbó.

El 1989, els ducs de Sòria van crear la Fundació Ducs de Sòria. El seu principal objectiu és promoure la llengua i la cultura espanyoles. La fundació col·labora amb universitats i institucions culturals espanyoles per contribuir al desenvolupament cultural i científic a Espanya.
El duc de Sòria és president de la Federació Espanyola d'Amics de Museus i de la Fundació d'Amics del Museu del Prado. També és membre de la Reial Acadèmia Nacional de Medicina.
El 2003, als ducs de Sòria se'ls va concedir la Gran Creu de l'Orde d'Alfons X el Savi per la seva tasca realitzada en foment de la ciència i la cultura.

## Títols i tractaments
- 6 de gener de 1979-23 de juny de 1981: Excel·lentíssim senyor duc d'Hernani.
- 23 de juny de 1981-present: Excel·lentíssim senyor duc de Soria i d'Hernani.

## Distincions honorífiques
- Cavaller Gran Creu de l'Orde Civil d'Alfons X el Savi (Regne d'Espanya, 25/04/2003).
- Cavaller de la Real Maestranza de Sevilla (Regne d'Espanya).